# (37181) 2000 WS49
2000 WS49 (asteroide 37181) é um asteroide da cintura principal. Possui uma excentricidade de 0.02998640 e uma inclinação de 13.94377º.
Este asteroide foi descoberto no dia 25 de novembro de 2000 por LINEAR em Socorro.